# Osisang Chilton
Osisang Chilton (født 23. februar 1996) er en palausk svømmer.
Hun indtog en 73. plads for sit land i 50 meter fri under sommer-OL 2020 i Tokyo og kvalificerede sig derfor ikke til semifinalen i øvelsen.